# TY Coronae Australis
TY Coranae Australis är en dubbelstjärna belägen i norra delen av stjärnbilden Södra kronan. Den har en skenbar magnitud av ca 9,39 och kräver en stark handkikare eller ett mindre teleskop för att kunna observeras. Baserat på parallax enligt Gaia Data Release 2 på ca 7,33 mas beräknas den befinna sig på ett avstånd av ca 445 ljusår (ca 136 parsec) från solen. Den rör sig bort från solen med en heliocentrisk radialhastighet av ca 4 km/s.

## Egenskaper

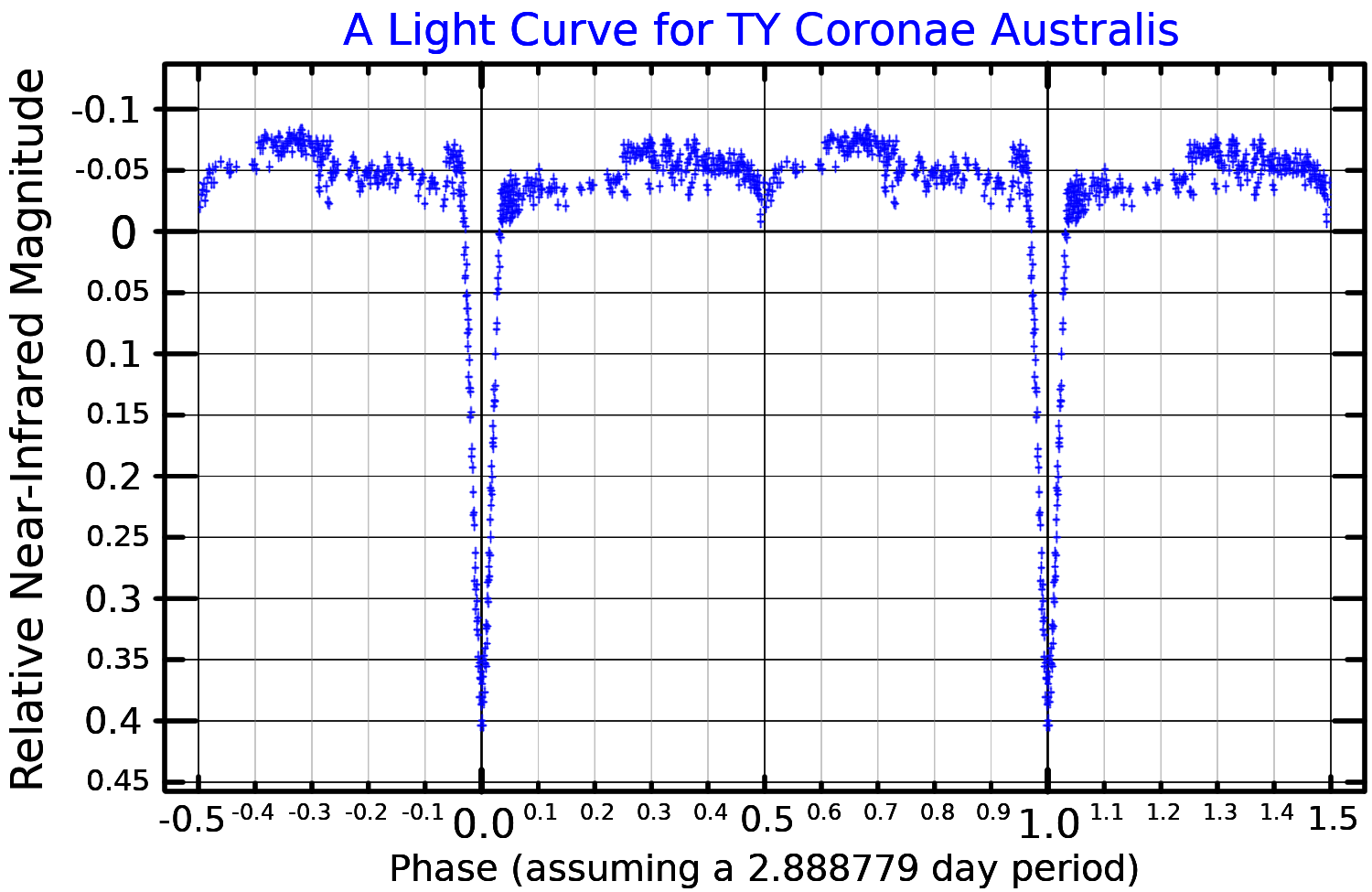
Ljuskurva i Y-bandet för TY Coronae Australis, anpassad från Vaz et al. (1998).

TY Coronae Australis är en ung dubbelstjärna ca 3 miljoner år gammal. Den är sammansatt av en blåvit stjärna av spektralklass B med en massa av ca 3 solmassor och en svalare, mindre följeslagare, med en massa av ca 1,6 solmassa. Systemet är en förmörkelsevariabel med en period av 2,8 dygn.